# Peggy Antrobus

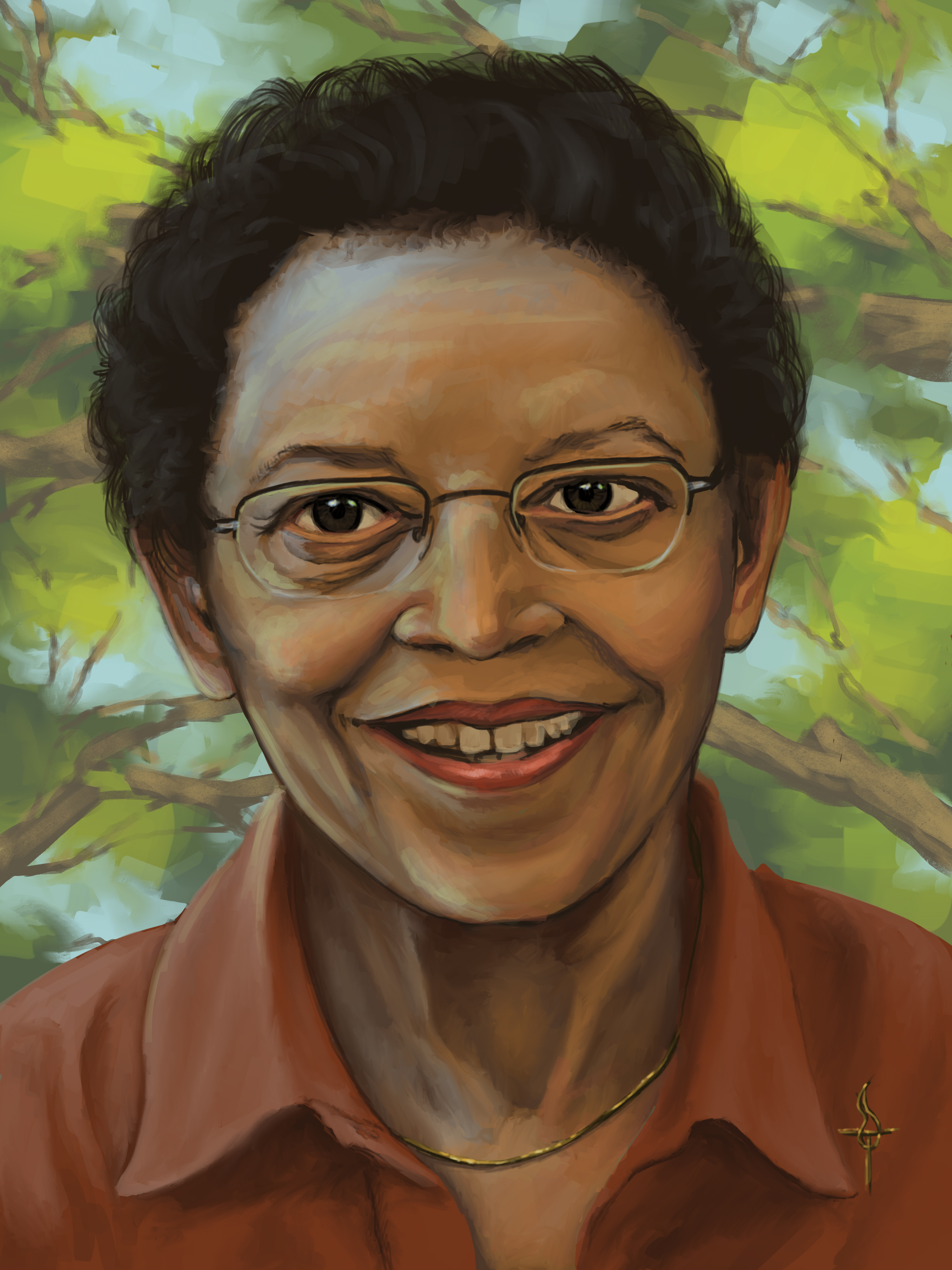
Porträt von Peggy Antrobus.

Peggy Antrobus (geb. 1935) ist eine feministische Aktivistin, Autorin und Forscherin aus der Karibik. Sie war Beraterin für Women’s Affairs für die Regierung von Jamaika, sowie für die Vereinten Nationen im Ministry of Social Transformation von Barbados. Sie ist ein Gründungsmitglied von verschiedenen feministischen Organisationen, inklusive der Caribbean Association for Feminist Research and Action (Karibischen Vereinigung für Feministische Forschung und Aktion, CAFRA), das Global South Feminist Network Development Alternatives with Women for a New Era (Entwicklungsalternative mit Frauen für eine neue Ära, DAWN) und dem International Gender and Trade Network (Internationales Netzwerk für Geschlechter und Handel, IGTN). Sie ist Verfasserin der Studie The Global Women’s Movement: Origins, Issues and Strategies (Die globale Frauenbewegung: Ursprünge, Themen und Strategien).

## Leben

### Jugend und Ausbildung
Antrobus wurde 1935 in Grenada geboren. Sie studierte in St. Lucia am St. Joseph’s Convent und später an der St. Vincent Girl’s High School. Sie machte 1954 ihren Bachelor in Wirtschaftswissenschaften an der University of Bristol und erwarb anschließend ein Berufszertifikat in Sozialarbeit an der University of Birmingham in Großbritannien. Ihr Doktorat in Pädagogik schloss sie 1998 an der University of Massachusetts, Amherst ab.

### Karriere
Antrobus wurde 1974 als Ratgeber für Frauenangelegenheiten in Jamaica berufen. Michelle Rowley, Associate Professor für Frauenforschung an der University of Maryland schreibt, dies sei der Anfang von Antrobus feministischem Bewusstsein gewesen. 1987 gründete sie die Women and Development Unit (WAND) an der University of the West Indies (UWI) und war deren Leiterin, bis sie 1995 in Ruhestand trat.
Zusammen mit anderen karibischen Aktivisten, Künstlern und Gelehrten wie Honor Ford-Smith, Sonia Cuales, Cynthia Ellis, Joan French, Rhoda Reddock und Rawwida Baksh-Soodeen gründete Antrobus 1985 die Caribbean Association for Feminist Research and Action (CAFRA). Sie war auch Gründungsmitglied der Organisation Development Alternatives for Women in a New Era (DAWN) und war General Coordinator der Organisation von 1990 bis 1996.
Mit anderen führenden Feministinnen und Frauenrechtsaktivistinnen ihrer Zeit war Antrobus maßgeblich an der Vorbereitung der World Conferences on Women beteiligt, inklusive der ersten in Mexiko-Stadt 1975. Die US-amerikanische Feministin und Autorin Charlotte Bunch, zitiert Antrobus zu dem Gründungsversammlung: 

„In diesem Kontext trafen sich Frauen aus der ganzen Welt zum ersten Mal in einem nachhaltigen und sich immer weiter vertiefenden Prozess...[der] darin bestand, diese Bewegung auf eine Weise zu fördern und zu erweitern, die noch nicht einmal ihre stärksten Protagonisten sich vrstellen konnten.“

## Schriften
Peggy Antrobus verfasste einen analytischen und historischen Überblick zu Global Feminism und der internationalen Frauenbewegung in ihrem Buch: The Global Women’s Movement: Origins, Issues and Strategies. (Zed Books, 2004). Einer ihrer Essays wurde in Robin Morgans Anthologie, Sisterhood is Global: The International Women’s Movement Anthology (Anchor Press/Doubleday, 1984) aufgenommen.